# Isabelle Lehn

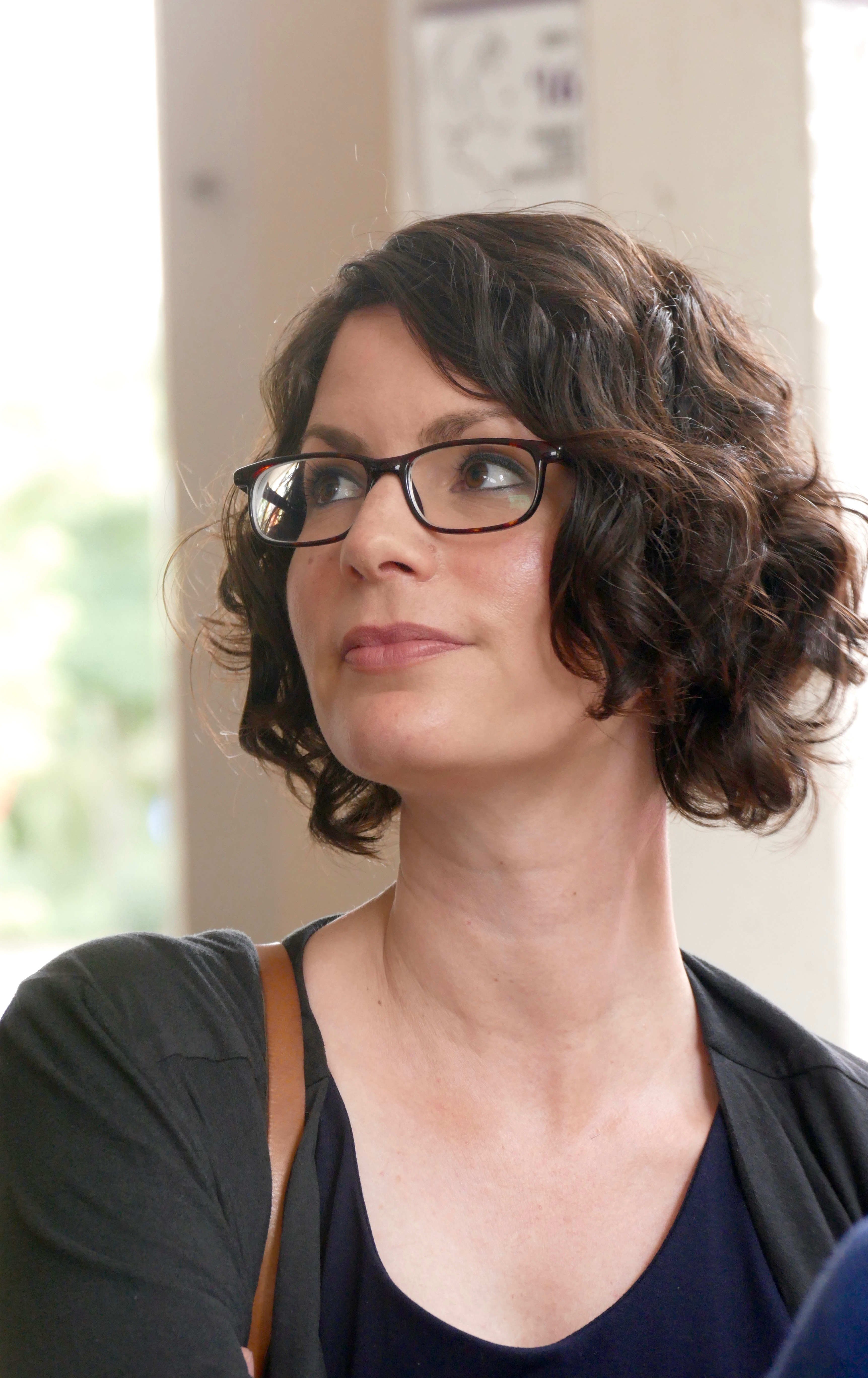
Isabelle Lehn beim Ingeborg-Bachmann-Preis 2016

Isabelle Lehn (* 1979 in Bonn) ist eine deutsche Schriftstellerin und Philologin.

## Leben und Werk
Lehn wurde 1979 in Bonn geboren. Sie studierte Allgemeine Rhetorik, Ethnologie und Erziehungswissenschaft in Tübingen und Leicester. 2011 wurde sie an der Philosophischen Fakultät der Universität Tübingen mit einer Arbeit zu rhetorischen Persuasionsmechanismen in der Werbung promoviert. Lehn absolvierte ein Studium am Deutschen Literaturinstitut Leipzig, wo sie von 2010 bis 2013 als Lehrbeauftragte und Gastdozentin arbeitete und von 2013 bis 2017 als wissenschaftliche Mitarbeiterin zu literarischen Schreibprozessen am DDR-Institut für Literatur „Johannes R. Becher“ (1955–1993) forschte.
Isabelle Lehn schreibt Prosa, Essays und Erzählungen, die mehrfach ausgezeichnet und mit verschiedenen Stipendien gefördert wurden. 2011 war sie Finalistin beim 19. Open Mike. 2014 gewann sie den PROSANOVA-Publikumspreis. 2016 war sie Preisträgerin des Edit-Essaypreises und las auf Einladung von Meike Feßmann beim Ingeborg-Bachmann-Preis den Romanauszug Binde zwei Vögel zusammen, der von der Jury auf die Shortlist gewählt wurde. Im Juli 2016 erschien ihr Debütroman Binde zwei Vögel zusammen im Eichborn Verlag. Der 256-seitige Roman Frühlingserwachen (2019) ist eine Autofiktion über eine Frau, die wie die Autorin heißt, die mit einer Schwangerschaftsabsicht ihre Depression zu überspielen und eine bestehende Beziehung zu retten versucht.
Sie ist Mitgründerin des PEN Berlin.
Isabelle Lehn lebt in Leipzig.

## Auszeichnungen (Auswahl)
- 2021: Dietrich-Oppenberg-Medienpreis der Stiftung Lesen[9]
- 2019: Heinrich-Heine-Stipendium Lüneburg[10]
- 2017: Förderpreis zum Schubart-Literaturpreis[11]
- 2016: Shortlist für den Ingeborg-Bachmann-Preis
- 2016: Edit-Essaypreis
- 2014: PROSANOVA-Publikumspreis
- 2014: Aufenthaltsstipendium der Künstlerhäuser Worpswede
- 2011: Finalistin beim 19. Open Mike der Literaturwerkstatt Berlin
- 2011: Aufenthaltsstipendium der Stiftung Künstlerdorf Schöppingen[12]
- 2010: Arbeitsstipendium der Kulturstiftung des Freistaates Sachsen[13]
- 2010: Stipendium der 5. Schreibwerkstatt der Jürgen Ponto-Stiftung
- 2009: Preis des Drehbuchwettbewerbs Ansichtssache der Robert-Bosch-Stiftung, des Goethe-Instituts und des OSTPOL e.V.
- 2006–2009: Promotionsstipendiatin der Studienstiftung des deutschen Volkes

## Werke

### Eigenständige Veröffentlichungen
- Die Spielerin. Roman. S. Fischer, Frankfurt am Main 2024, ISBN 978-3-10-397202-3.
- Frühlingserwachen. Roman. S. Fischer, Frankfurt am Main 2019, ISBN 978-3-10-397394-5.
- zus. mit Sascha Macht und Katja Stopka: Schreiben lernen im Sozialismus. Das Institut für Literatur „Johannes R. Becher“. Wallstein Verlag, Göttingen 2018, ISBN 978-3-8353-3232-4.
- Binde zwei Vögel zusammen. Roman. Eichborn Verlag, Köln 2016, ISBN 978-3-8479-0612-4.
- Rhetorik der Werbung: Grundzüge einer rhetorischen Werbetheorie. UVK Verlagsgesellschaft, Konstanz 2011, ISBN 978-3-86764-305-4.

### Anthologien und Literaturzeitschriften (Auswahl)
- Wallenhorst Richmann Lehn. Die besten Essays des Jahres. Carl Hanser Verlag, München 2016, ISBN 978-3-446-25391-9.
- Aladdin. Übers. von Katy Derbyshire. In: Words Without Borders. Emerging German Writers, July Issue, New York 2015.
- Aladdin, CoB. Mit einem Vorwort von Antje Rávic Strubel. In: Bella Triste, Heft 39. Hildesheim 2014.
- mit. Sascha Macht und Katja Stopka: Vorbemerkung zu Sarah Kirschs poetischer Konfession „Im Spiegel“. In: Sinn und Form, Heft 6. Berlin 2013.
- Anderswo, In: 19. open mike – Internationaler Wettbewerb junger deutschsprachiger Prosa und Lyrik. Allitera Verlag, München 2011, ISBN 978-3-86906-224-2.
- Die Orte, die Namen. Essay. In: Edit. Papier für neue Texte. Nr. 56. Leipzig 2011
- Die Liebe in den Zeiten der Vogelpest. In: Tobias Amslinger, Diana Feuerbach (Hrsg.): Tippgemeinschaft, Connewitzer Verlagsbuchhandlung, Leipzig 2010, ISBN 3-937799-44-3.
- Vor dem Verderben. In: Am Erker. Zeitschrift für Literatur, Nr. 56. Münster 2008.
- Das Fest. In: Jürgen Engler (Hrsg.): Small Talk im Holozän: neue deutsche Literatur. Schwarzkopff Buchwerke, Berlin 2005, ISBN 3-937738-33-9.